# سنوچی
سنوچی، روستایی از توابع بخش اژیه شهرستان هرند در استان اصفهان ایران است که در حاشیه جاده اصفهان ورزنه واقع شده است.

## جمعیت
این روستا در دهستان کلیشاد قرار دارد و براساس سرشماری مرکز آمار ایران در سال ۱۳۸۵، جمعیت آن ۱۴۹ نفر (۴۲خانوار) بوده‌است.